# Jean de Brunhoff

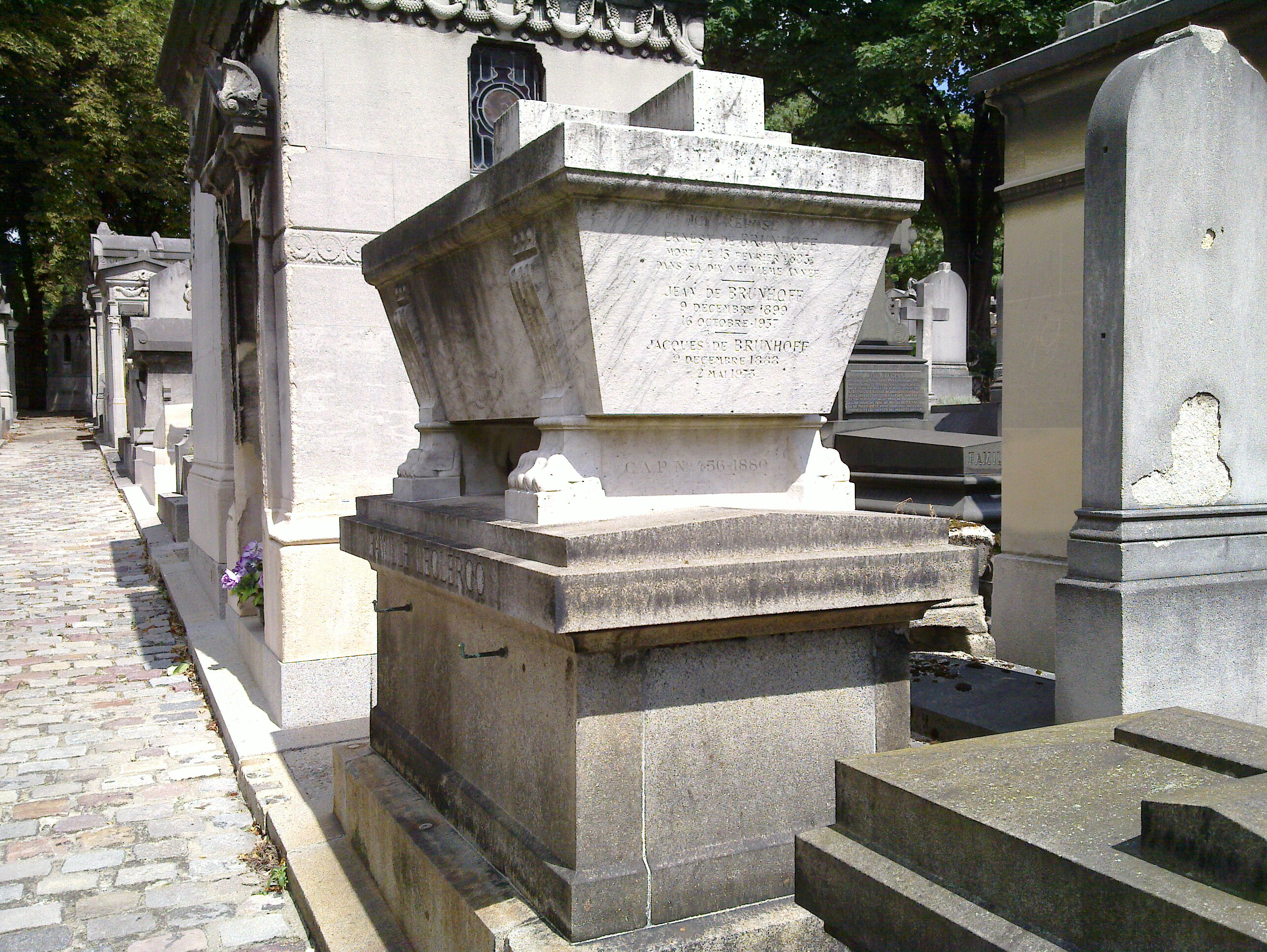
La tomba di Jean de Brunhoff.

Jean de Brunhoff (Parigi, 9 dicembre 1899 – Parigi, 16 ottobre 1937) è stato uno scrittore, pittore e illustratore francese, creatore del personaggio Babar.

## Biografia
Figlio di un editore d'arte, iniziò presto a studiare pittura; nel 1924 sposò Cécile Sabouraud, sorella del famoso pittore Emile Sabouraud, e da questa unione nacquero tre figli: Laurent, Mathieu e Thierry.
Nel 1931 creò l'elefante Babar, che divenne uno dei più noti personaggi della letteratura per ragazzi. 
L'idea del personaggio arrivò quasi per caso; la moglie, infatti, raccontava spesso ai figli le storie di un elefantino che cercava di scappare dai cacciatori: traendo spunto da questi racconti ed elaborando il carattere dell'elefante arrivò al personaggio di Babar.
Jean de Brunhoff pubblicò altre sei storie prima di morire nel 1937, a soli 37 anni, per tubercolosi.
Suo figlio, Laurent de Brunhoff (1925 - 2024), è stato a sua volta uno scrittore e un illustratore talentuoso e portò avanti la serie a partire dal 1946 con Babar et le coquin d'Arthur ed altre storie.

## Opere
- Storia di Babar, l'elefantino (Histoire de Babar, le petit éléphant, 1931)
- Il viaggio di Babar (Le Voyage de Babar, 1932)
- Re Babar (Le Roi Babar, 1933)
- A.B.C. de Babar, 1934
- Le vacanze di Zephir (Les Vacances de Zéphir, 1936)

Albi pubblicati postumi con la supervisione del figlio Laurent
- Babar in famiglia (Babar en famille, 1938)
- Babar e Babbo Natale (Babar et le Père Noël, 1941)